# Giuseppe Velasco
Giuseppe Velasco (* Dezember 1750 in Palermo; † 7. Februar 1827 ebenda) war ein italienischer Maler. Er war einer der bedeutendsten Vertreter des mediterranen Klassizismus des ausgehenden 18. und beginnenden 19. Jahrhunderts.

## Leben
Giuseppe Velasco war Sohn der spanischen Eltern Fabiano Ugo de Velasquez und Anna Rodriguez. Im Alter von 15 Jahren beschloss er anstelle seines spanischen Familiennamens Velasquez den italienischen Namen Velasco anzunehmen. Kurze Zeit übte er das Amt eines franziskanischen Geistlichen aus, bevor er sich für den Beruf des Malers entschied. Er hat Sizilien nie verlassen.

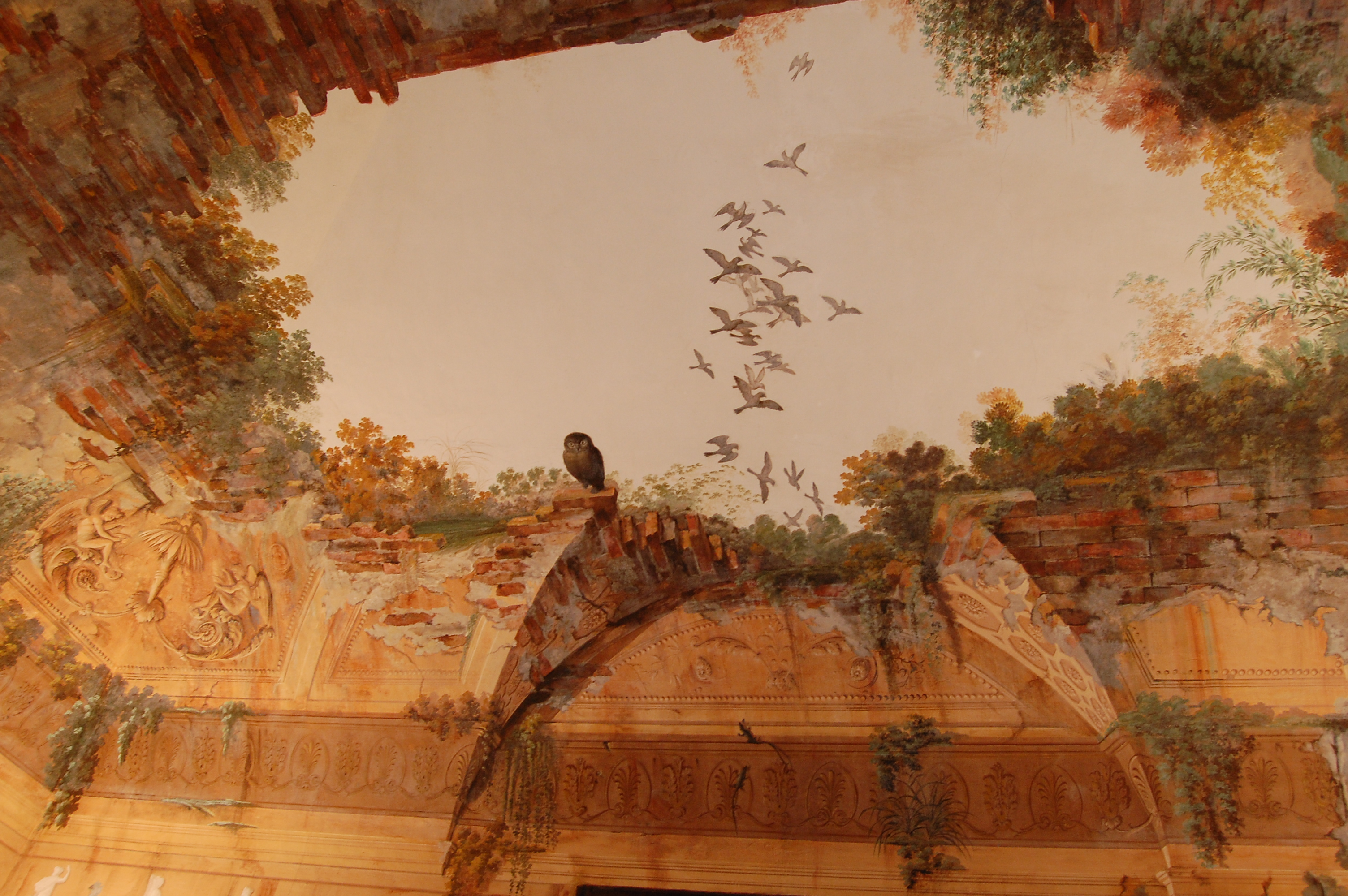
Fresken, Palazzina Cinese, Palermo

1770 heiratete er Marianna Puleo. 1798 lernte er Vincenzo Riolo kennen, der seine Tochter Anna heiratete. Lange Zeit arbeitete er mit dem Architekten Giuseppe Venanzio Marvuglia zusammen, mit dem er verschiedene Aufträge gemeinsam ausführte. Darunter der Konstantinspalast von Palermo und der Chinesische Palast im Park der Favorita in Palermo.
In der Zeit von 1785 bis 1790 arbeitete er mit dem Architekten Léon Dufourny am Gymnasium des Königlichen Botanischen Gartens von Palermo, wobei er zu seiner vollen künstlerischen Blüte kam.
Unter der Herrschaft der Bourbonen auf Sizilien in den Jahren 1798–1802 sowie 1806–1815 kam ihm seine spanische Herkunft sehr zugute. So stand er sein Leben lang in der Gunst des Vizekanzlers Caramanico, der ihm und Marvuglia diverse Aufträge an bourbonischen Höfen verschaffte. 1805 wurde er zum Direktor des Bereichs Aktmalerei an der Königlichen Universität von Palermo ernannt.
Er wurde in der Kapuzinergruft in Palermo beigesetzt.

## Werk
Giuseppe Velasco war Schüler der palermitanischen Maler Gaetano Mercurio und Giuseppe Tresca und Lehrer Valerio Villareales. Er widmete sich besonders religiösen und mythischen Darstellungen in Öl und fertigte diverse Porträts meist bourbonischer Persönlichkeiten an. Außerdem widmete er sich auch meist monochromer Freskenmalerei, wobei er sehr von Raffael inspiriert wurde. Er hatte großes Interesse für den Maler Pietro Novelli, von dem er Bilder restaurierte und kopierte, wobei er seine Fertigkeiten wesentlich entwickelte. Seine Hauptwerke befinden sich in Palermo, seine Bilder auf ganz Sizilien.

### Fresken (Auswahl)
- Fresken im Konstantinspalast mit Szenen aus dem Leben des Eroberers Konstantin
- Fresken im Gymnasium des Botanischen Gartens von Palermo.
- Fresken von Herkules im Herkulessaal im Palazzo Reale
- Fresken im chinesischen Palast im Park Favorita von Palermo

### Ölgemälde (Auswahl)
- Der Heilige Benedikt in der Chiesa della Concezione, Palermo 1775
- Das Wunder des Heiligen Vincenzo Ferreri in der Chiesa San Domenico, Palermo 1787
- Das Leben des Heiligen Paulus in der Chiesa di Malta
- Porträt der Heiligen Rosalia in der Kathedrale von Palermo
- Bild der von Christus gekrönten Heiligen Christina in der Kathedrale von Palermo
- Der Heilige Benedikt, Placidus und Mauro in der Kirche S. Salvatore in Noto, 1808
- Anbetung der Drei Weisen für die Kirche S. Salvatore in Noto, 1808

### Porträts
Velasco malte Porträts von Giuseppe Ventimiglia, Monsignor Ciafalone, Ferdinand III., Ignazio Marabitti und dem Marchese Airoldi.